# Bezirk Maaseik
Das Arrondissement Maaseik  ist eines von drei administrativen Arrondissements in der belgischen Provinz Limburg. Es umfasst eine Fläche von 909,41 km² mit 258.469 Einwohnern (Stand: 1. Januar 2024) in 12 Gemeinden.
Zum 1. Januar 2019 fusionierten Neerpelt und Overpelt zur neuen Gemeinde Pelt und Meeuwen-Gruitrode mit Opglabbeek aus dem Arrondissement Hasselt zu Oudsbergen.

## Gemeinden im Arrondissement Maaseik
| Gemeinde             | Einwohner 1. Januar 2024 | Fläche km² | Dichte Einw./km² | NIS- Code | Postleitzahl |
| -------------------- | ------------------------ | ---------- | ---------------- | --------- | ------------ |
| Bocholt              | 13.753                   | 59,34      | 232              | 72003     | 3950         |
| Bree                 | 16.967                   | 64,96      | 261              | 72004     | 3960         |
| Dilsen-Stokkem       | 21.346                   | 65,61      | 325              | 72041     | 3650         |
| Hamont-Achel         | 14.507                   | 43,66      | 332              | 72037     | 3930         |
| Hechtel-Eksel        | 12.965                   | 76,70      | 169              | 72038     | 3940–3941    |
| Houthalen-Helchteren | 30.896                   | 78,27      | 395              | 72039     | 3530         |
| Kinrooi              | 12.406                   | 54,76      | 227              | 72018     | 3640         |
| Lommel               | 34.913                   | 102,37     | 341              | 72020     | 3920         |
| Maaseik              | 25.823                   | 76,91      | 336              | 72021     | 3680         |
| Oudsbergen           | 23.875                   | 116,24     | 205              | 72042     | 3660, 3670   |
| Peer                 | 16.585                   | 86,95      | 191              | 72030     | 3990         |
| Pelt                 | 34.433                   | 83,62      | 412              | 72043     | 3900, 3910   |
| Bezirk Maaseik       | 258.469                  | 881,17     | 293              | 72000     | –            |

## Veränderungen im Gemeindebestand
2019: 
- Fusion von Meeuwen-Gruitrode und Opglabbeek (Bezirk Hasselt) → Oudsbergen
- Fusion von Neerpelt und Overpelt → Pelt